# モスクワ国際モーターショー
モスクワ国際モーターショー（モスクワこくさいモーターショー、英：Moscow International Automobile Salon、通称：MIAS　 露：Московский Международный Автомобильный Салон、通称：MMAC）はロシア・モスクワにあるクロックスエキスポにて行われる、隔年（偶数年）開催のモーターショーである。同時期にMoscow International Motor Show (MIMS) というショーも開催されているが別物である。国際自動車工業連合会 (OICA) が認定する国際自動車展示会である。

## 2006年
2006年は8月30日から9月10日まで開催された。

## 2008年
2008年は8月26日から9月7日まで開催された。
出展車種：
- アウディ・A6フェイスリフト
- アウディ・RS6セダン
- レクサス・LS460 AWD
- マツダ・風舞コンセプト
- 三菱・パジェロスポーツ
- ルノー・シンボル

## 2010年
2010年は8月25日から9月5日まで開催された。
出展車種：
- フォード・モンデオフェイスリフト
- ホンダ・クロスツアー（ロシア初公開）
- ヒュンダイ・RBコンセプト
- ヒュンダイ・ソナタ（ロシア初公開）
- ジャガー・XJセンティネル防弾仕様
- ラーダ・プリオラ2011年モデル
- ラーダ・プロジェクトR90
- レクサス・RX270
- マルシャ・F2
- 三菱・ASX（ロシア初公開）
- 日産・パトロール（ロシア初公開）
- ルノー・ラティテュード
- TagAZ・B100コンセプト[2]
- TagAZ・D100コンセプト[3]
- TagAZ・Q100コンセプト[4]
- トヨタ・ハイランダーフェイスリフト
- フォルクスワーゲン・ポロセダン

## 2012年
2012年は8月29日から9月9日まで開催された。
出展車種：
- アウディ・R8 (市販車)フェイスリフト
- ベントレー・コンチネンタルGTスピード
- 奔騰・B50（ロシア初公開）[5]
- BMW i8スパイダーコンセプト（欧州初公開）
- BMW・ザガートクーペコンセプト（ロシア初公開）
- キャデラック・ATS（ロシア初公開）[6]
- キャデラック・CTS-V セダン&クーペ（ロシア初公開）[6]
- シボレー・コバルト（欧州初公開）[7]
- シボレー・コロラド（欧州初公開）[7]
- シボレー・トレイルブレイザー（欧州初公開）[7]
- シトロエン・C5フェイスリフト[8]
- フォード・エヴォスコンセプト（ロシア初公開）[9]
- フォード・クーガ（ロシア初公開）[9]
- 吉利 英倫・SC5（ロシア初公開）[10]
- 吉利 全球鷹・GX7（ロシア初公開）[10]
- ホンダ・EV-STERコンセプト（ロシア初公開）
- ヒュンダイ・エクウスリムジンセキュリティ
- ヒュンダイ・i30ワゴン（ロシア初公開）[11]
- ヒュンダイ・i40ワゴン（ロシア初公開）[11]
- ヒュンダイ・サンタフェ（欧州初公開）
- インフィニティ・JX（欧州初公開）
- ジャガー・XF AWD
- ジャガー・XFRスピードパック
- ジャガー・XJ AWD
- キア・クオリス（欧州初公開）
- ラーダ・XRAYコンセプト[12]
- ラーダ・カリーナ[12]
- ELラーダ EV[12]
- ランドローバー・フリーランダー2フェイスリフト[13]
- レクサス・ES（ロシア初公開）[14]
- レクサス・LSフェイスリフト[14]
- 力帆・720（ロシア初公開）[15]
- 力帆・320フェイスリフト（ロシア初公開）[15]
- 力帆・X60（ロシア初公開）[15]
- ラクスジェン・7SUV（ロシア初公開）
- マツダ6セダン[16]
- メルセデス・ベンツ・GL63 AMG
- 日産・アルメーラ[17]
- 日産・ジューク ウィズ・ミニストリー・オブ・サウンド エディション[18]
- オペル・アストラフェイスリフト[19]
- オペル・アストラセダン[19]
- セアト・トレドコンセプト（ロシア初公開）[20]
- シュコダ・イエティ ソチ[21]
- スズキ・グランドビターラフェイスリフト（欧州初公開）

## 2018年
出展車種:
- ルノー・アルカナ